# Supergravità
Una teoria della supergravità è una teoria di campo che combina la supersimmetria con la relatività generale.
Come ogni teoria di campo della gravità, una teoria della supergravità contiene un campo di spin 2 il cui quanto è il gravitone. La supersimmetria richiede che il campo del gravitone abbia un superpartner con spin 3/2 e un  quanto detto gravitino. Il numero dei campi del gravitino è uguale al numero delle supersimmetrie. Si pensa che le teorie della supergravità siano le uniche teorie coerenti dei campi interagenti privi di massa con spin 3/2.

## Gravifotone e graviscalare
Attraverso le forze di deriva delle masse si dimostra l'esistenza del gravitone come l'entità energetica che interagisce con la materia  alla medesima velocità del fotone e il cui campo di forza vettoriale ha comportamenti elettromagnetici. La nuova particella, che sarebbe quantisticamente un bosone vettore di gauge con spin 2, dimostra un campo d'azione infinito come la luce e segue le dinamiche fisiche del campo di forza newtoniano relativizzato in c come prevede la relatività generale.   
Il gravifotone e il graviscalare sono  campi che compaiono, tra gli altri, nelle teorie di supergravità accoppiata a certi campi vettoriali (simili al fotone) in 4 dimensioni con 4 generatori di supersimmetria. Questi  al momento  sono il risultato della richiesta che la teoria sia supersimmetrica, in quanto ancora non sono stati rivelati partner supersimmetrici delle particelle elementari note.